# إريك هيلر
إريك هيلر (بالإنجليزية: Erich Heller)‏ (و. 1911 – 1990 م) هو مؤلف، وفيلسوف، وأستاذ جامعي، وكاتب بريطاني، ولد في خوموتوف، كان عضوًا في الأكاديمية الأمريكية للفنون والعلوم، توفي في إيفانستون، عن عمر يناهز 79 عاماً.

## التعليم
تعلم في جامعة كارلوفا.

## جوائز
حصل على جوائز منها:
- جائزة المنافسة العامة  [لغات أخرى]‏ (1946)
- قائد الفنون والآداب